# Merzen
Merzen – gmina w Niemczech, w kraju związkowym Dolna Saksonia, w powiecie Osnabrück, wchodzi w skład gminy zbiorowej Neuenkirchen.

## Dzielnice
- Döllinghausen
- Engelern-Schlichthorst
- Lechtrup-Merzen
- Ost-/Westeroden
- Plaggenschale
- Südmerzen